# Вышегор
Вышего́р — деревня в Смоленской области России, в Сафоновском районе. Расположена в центральной части области в 12 км к западу от Сафонова на автомагистрали М1 «Беларусь», и в 2,5 км к северо-востоку от станции Вышегор на железнодорожной ветке Москва-Минск. Административный центр Вышегорского сельского поселения.

## История
В XIX веке владельцами деревни были князья Волконские.

## Инфраструктура
Детский сад, школа, АЗС, мотель на автодороге «Беларусь» .